# Tajuria
Tajuria is een geslacht van vlinders van de familie Lycaenidae.

## Soorten
- T. aerenis Druce
- T. albiplaga De Nicéville, 1887
- T. arida Riley, 1923
- T. bella Fruhstorfer
- T. caelurea Nire, 1920
- T. cato Druce, 1895
- T. cippus (Fabricius, 1798)
- T. cyrillus (Hewitson, 1865)
- T. cyrus Druce, 1895
- T. dacia Druce, 1896
- T. deudaix Hewitson
- T. discalis Fruhstorfer, 1897
- T. dominus Druce, 1895
- T. dua Ribbe, 1926
- T. flabriona Hewitson
- T. iapix (Hewitson, 1865)
- T. illurgioides De Nicéville, 1890
- T. inaria Wileman, 1908
- T. indra Moore
- T. inexpectata Eliot, 1973
- T. isaeus (Hewitson, 1865)
- T. istroidea De Nicéville, 1887
- T. jalajala (Felder, 1862)
- T. jehana Moore, 1883
- T. karenkonis Matsumura, 1929
- T. kuhni

- T. longinus (Fabricius, 1798)
- T. maculatus (Hewitson, 1865)
- T. mantra (Felder & Felder, 1860)
- T. moltrechti Wileman, 1911
- T. nela Swinhoe, 1896
- T. orsolina (Hewitson, 1865)
- T. sunia Moulton, 1911
- T. teza Swinhoe, 1899
- T. thydia Tytler, 1915
- T. thyia De Nicéville, 1892
- T. travana (Hewitson, 1865)
- T. tura De Nicéville, 1895
- T. tussis Druce, 1895
- T. tyro De Nicéville, 1895
- T. yajna (Doherty, 1886)